# Torneo di Wimbledon 1908
Il Torneo di Wimbledon 1908 è stata la 32ª edizione del Torneo di Wimbledon e seconda prova stagionale dello Slam per il 1908.
Si è giocato sui campi in erba dell'All England Lawn Tennis and Croquet Club di Wimbledon a Londra in Gran Bretagna. 
Il torneo ha visto vincitore nel singolare maschile il britannico Arthur Gore
che ha sconfitto in finale in 5 set il connazionale Herbert Roper Barrett con il punteggio di 6–3 6–2 4–6 3–6 6–4.
Nel singolare femminile si è imposta la britannica Charlotte Cooper Sterry 
che ha battuto in finale in 2 set la connazionale Agnes Morton.
Nel doppio maschile hanno trionfato Anthony Wilding e Josiah George Ritchie.

## Risultati

### Singolare maschile
Arthur Gore ha battuto in finale  Herbert Roper Barrett con il punteggio di 6–3 6–2 4–6 3–6 6–4

### Singolare femminile
Charlotte Cooper Sterry ha battuto in finale  Agnes Morton con il punteggio di 6–4, 6–4

### Doppio maschile
Anthony Wilding /  Josiah George Ritchie hanno battuto in finale  Arthur Gore /  Herbert Roper Barrett con il punteggio di 6–1, 6–2, 1–6, 9–7